# Léopold Van Strydonck
Léopold Van Strydonck, né le 3 décembre 1865 à Saint-Josse-ten-Noode et décédé le 3 juillet 1935 à Knokke, est un joaillier belge, créateur de bijoux, de médailles et objets décoratifs.

## Biographie
La formation de Léopold Van Strydonck se passe à l'Académie des beaux-arts de Bruxelles de 1879 à 1884 chez Alexandre Robert, Jan Baes et Joseph van Severdonck. Il dessine des bijoux et ouvre une première bijouterie à Bruxelles. Ses créations sont réalisées dans les ateliers Wolfers. Il s'impose comme étant l'un des plus grands dessinateurs joailliers-bijoutiers Art nouveau. Van Strydonck travaille l'ivoire, l'or, l'argent, les pierreries et le bronze pour ses objets décoratifs.
Son frère Guillaume, est un artiste peintre.